# قلمرو شیراکاوا
قلمرو شیراکاوا (به ژاپنی: 白河藩, Shirakawa-han)، یک قلمرو فئودالی یا هان (ژاپن) تحت حکومت شوگون‌سالاری توکوگاوا دوره ادو ژاپن، واقع در ولایت موتسو بود.